# Кочкин, Николай Александрович
Николай Александрович Кочкин (1873—1946) — советский военно-морской деятель, инженерный работник, преподаватель, начальник кафедры химии и металловедения Высшего военно-морского инженерного училища им. Ф. Э. Дзержинского, профессор (1938), инженер-вице-адмирал (1945).

## Биография
Беспартийный. Окончил химическое отделение физико-математического факультета Петербургского университета (1892—1896). На службе с 1896. Ассистент (октябрь 1896—1897), преподаватель химии в Артиллерийском офицерском классе (1897—1914), одновременно химии и материаловедения в Морском инженерном училище (1903—1918), химии и взрывчатых веществ в Минном офицерском классе (1911—1913), библиотекарь Кронштадтской морской библиотеки (1908—1917). Работал в химической лаборатории Морского министерства под руководством Д. И. Менделеева над созданием бездымных порохов для морской артиллерии. Действительный статский советник (25 мая 1912).
После Октябрьской революции продолжил преподавательскую работу. Преподаватель химии и взрывчатых веществ Училища командного состава (октябрь 1918 — декабрь 1921). Преподаватель (декабрь 1921 — декабрь 1924), адъюнкт (март 1922—1923), старший руководитель факультета военно-морского оружия (декабрь 1924 - декабрь 1929), главный руководитель цикла «Военно-морская химия» (июнь 1925 - октябрь 1929), начальник химической лаборатории (октябрь 1929 — декабрь 1930), по совместительству преподаватель (декабрь 1929 — декабрь 1930) Военно-морской академии, одновременно преподаватель химии в СККС ВМС (октябрь 1918 — декабрь 1921; декабрь 1930 — май 1934). Преподаватель (октябрь 1922 — май 1934), начальник кафедры химии и металловедения Высшего военно-морского инженерного училища им. Ф. Э. Дзержинского с мая 1934.
Из служебной аттестации: «Преподаватель общей химии и боевых отравляющих веществ… Имеет огромный педагогический стаж. Предмет свой знает в совершенстве, имеет труды по химии… Прекрасный методист в преподавании своего предмета, который излагает просто, ясно, чётко и понятно. В итоге — его слушатели имеют высокие балльные показатели по знаниям. Как педагог — требовательный… сам безукоризненно дисциплинирован и исполнителен».

### Звания
- Инженер-флагман 3-го ранга (17 марта 1936)[1][2].
- Инженер-контр-адмирал (4 июня 1940);[3]
- Инженер-вице-адмирал (8 августа 1945).

### Награды
- Орден Святого Владимира 3-й степени (1916)[4]
- Орден Святого Владимира 4-й степени (1914), мечи к ордену в (1915)
- Орден Святого Станислава 2-й степени (1910)
- Орден Святой Анны 3-й степени (1908)
- Орден Святого Станислава 3-й степени (1900)
- Два ордена Ленина (1939, 1945)
- Орден Красного Знамени
- Орден Трудового Красного Знамени (1938)
- Медали

## Публикации
- Смазочные материалы. Литографское изд. Пг., 1922;
- Взрывчатые вещества. Конспективный курс. Л., 1926;
- Материаловедение. Термоизоляционные материалы. Л., 1935;
- Основы органической химии. Л., 1936;
- Твёрдые, жидкие и газообразные топлива. М., 1946.